# Castle Rock (Colorado)
Castle Rock település az Amerikai Egyesült Államok Colorado államában, Douglas megyében, melynek megyeszékhelye is. Lakosainak száma 73 158 fő (2020. április 1.).

## Népesség
A település népességének változása:

| 2010 | 48 231 |
| 2020 | 73 158 |